# Phước Hòa, Tuy Phước
Phước Hòa là một xã thuộc huyện Tuy Phước, tỉnh Bình Định, nay thuộc tỉnh Gia Lai, Việt Nam.

## Địa lý
Xã Phước Hòa có diện tích 20,10 km², dân số năm 2021 là 14.225 người, mật độ dân số đạt 709 người/km².

## Hành chính
Xã Phước Hòa được chia thành 10 thôn: Kim Đông, Kim Tây, Kim Xuyên, Tùng Giản, Tân Giản, Hữu Thành, Tân Mỹ, Bình Lâm, Huỳnh Giản Bắc, Huỳnh Giản Nam.

## Lịch sử
Ngày 24 tháng 8 năm 1981, Hội đồng Bộ trưởng ban hành quyết định số 41-HĐBT về việc chuyển xã Phước Hòa thuộc huyện Phước Vân về huyện Tuy Phước mới tái lập quản lý.
Ngày 20 tháng 9 năm 2021, Phó Chủ tịch UBND tỉnh Bình Định Nguyễn Tự Công Hoàng đã ký Quyết định số 3881/QĐ-UBND về việc công nhận xã Phước Hòa, huyện Tuy Phước, tỉnh Bình Định là đô thị loại V.